# Kristijan
Kristijan ist ein männlicher Vorname. Er ist die serbo-kroatische Variante des Namens Christian.

## Bekannte Namensträger
- Kristijan Bistrović (* 1998), kroatischer Fußballspieler
- Kristijan Dobras (* 1992), österreichischer Fußballspieler
- Kristijan Đorđević (* 1976), serbischer Eishockeyspieler
- Kristijan Đurasek (* 1987), ehemaliger kroatischer Radrennfahrer
- Kristijan Jakić (* 1997), kroatischer Fußballspieler
- Kristijan Koren (* 1986), slowenischer Radrennfahrer
- Kristijan Krstacic (* 1981), kroatischer Profiboxer
- Kristijan Lalic (* 1984), ehemaliger österreichischer Fußballspieler
- Kristijan Malinow (* 1994), bulgarischer Fußballspieler
- Kristijan Naumovski (* 1988), nordmazedonischer Fußballspieler

Siehe auch:
- Krystian